# Karcsú pohárgomba
A karcsú pohárgomba (Cyathus stercoreus) a fészekgombafélék családjába tartozó, az egész világon előforduló, jól trágyázott talajon, növényi korhadékon élő, nem ehető gombafaj.

## Megjelenése
A karcsú pohárgomba termőteste max. 1,5 cm magas és 4-8 mm széles, alakja hosszúkás kehely- vagy pohárszerű és fiatalon teljesen zárt. Külseje ekkor még lesimulóan szőrös, borzas. Színe kezdetben okkerbarna, vörösbarna, idővel lecsupaszodik és szürkésbarnás-feketés lesz. 
Az érése során a külső burok felül felreped, fehér hártya bukkan elő, amely rövidesen elmállik és a termőtest nyitottá válik. A belső oldala sima és barnásfekete. Alján több feketés, lencseformájú, 1-2 mm-es peridiólum (spóratömeg) található, amelyek az aljzathoz vékony micéliumzsinórral kapcsolódnak. A termőtest puha, szívós fala három rétegből áll. 
Spóráinak alakja és mérete igen változatos, de általában viszonylag nagyok (18–40 x 18–30 µm); kerek vagy ovális alakúak, simák és vastag falúak. 

### Hasonló fajok
A többi pohárgombafajjal lehet összetéveszteni. 

## Elterjedése és termőhelye
Világszerte előforduló, kozmopolita faj.
Erdei tisztásokon, réteken, kertekben lehet megtalálni, ahol az erősen trágyázott talajon, tehéntrágya helyén, korhadó növényi maradványokon, fahulladékon jelenik meg kisebb-nagyobb csoportokban. Tavasztól tél elejéig terem, a termőtestek csak hetek, akár hónapok múlva porladnak szét.

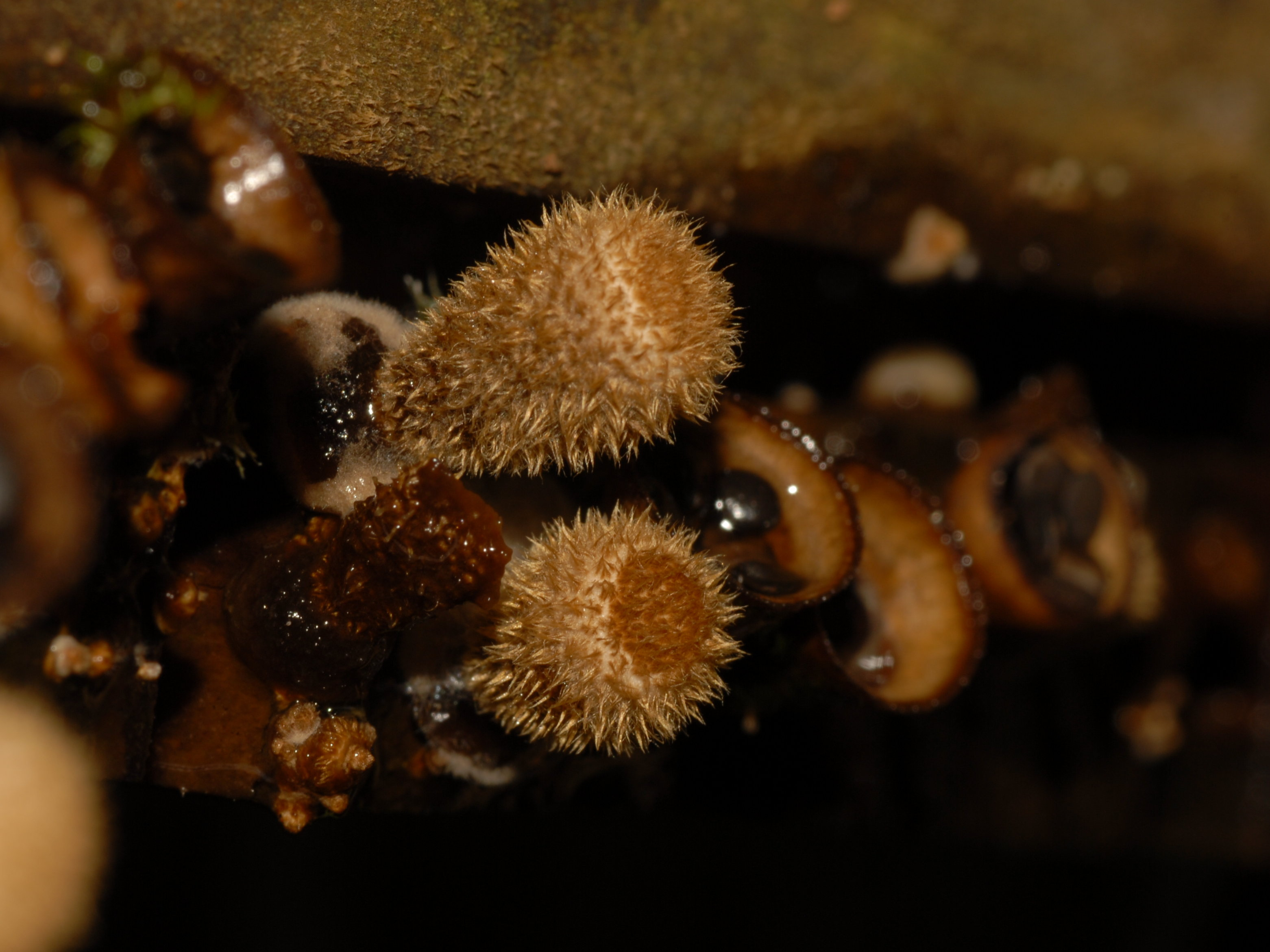
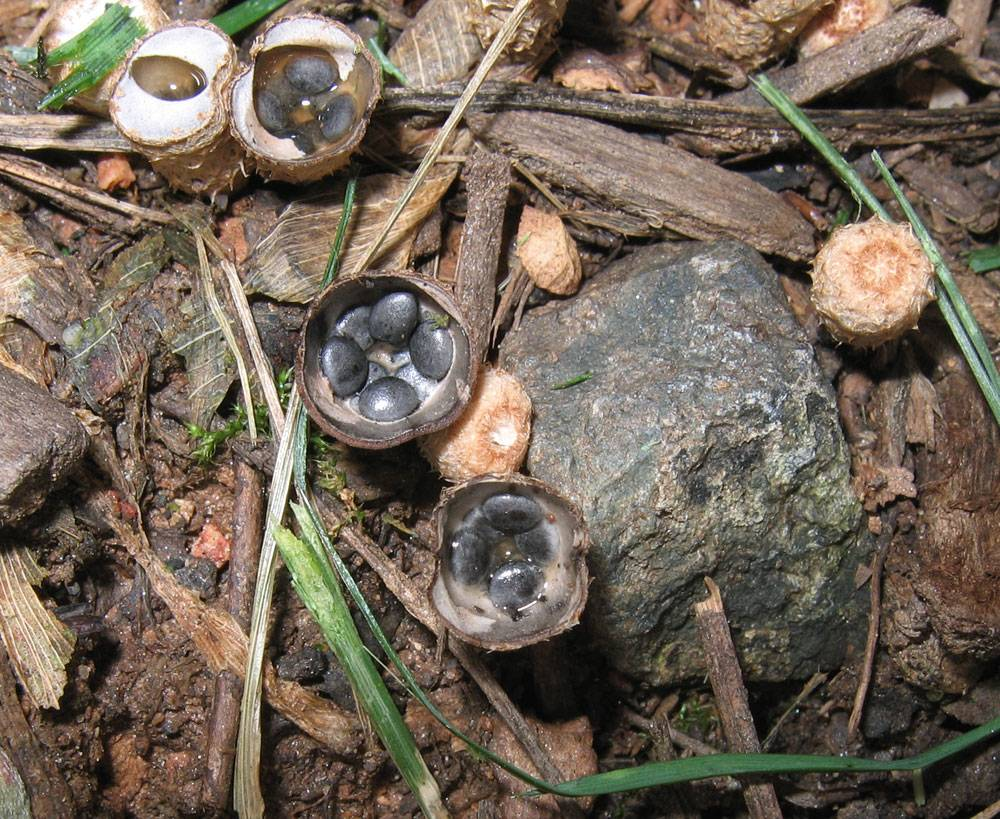
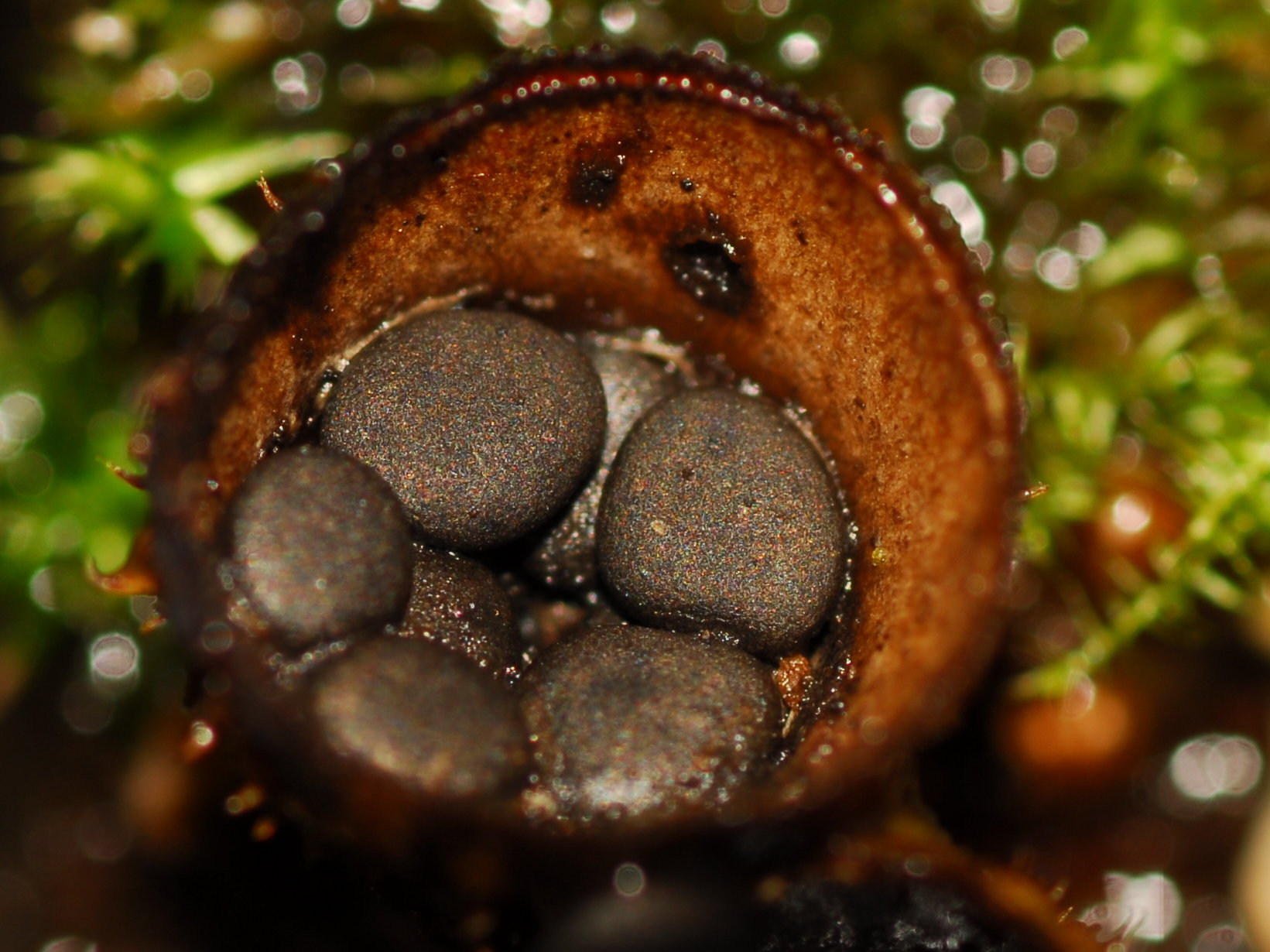
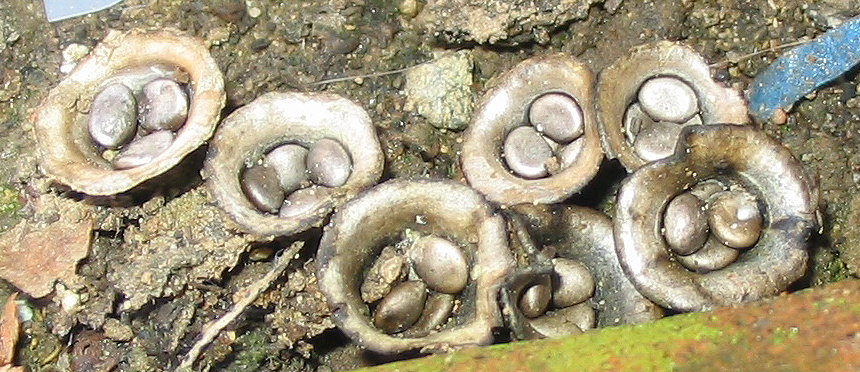

Nem ehető.    